# سیارک ۲۷۷۵
سیارک ۲۷۷۵ (به انگلیسی: 2775 Odishaw، نامگذاری:1953TX2) دو هزار و هفتصد و هفتاد و پنجمین سیارک کشف شده‌است که در ۱۴ اکتبر ۱۹۵۳ کشف شد.
قدر مطلق سیارک برابر ۱۳٫۶۰ است.